# 我女兒的男人們：爸爸正在看
《我女兒的男人們：爸爸正在看》（韓語：내 딸의 남자들 : 아빠가 보고 있다）為韓國E channel於2017年5月底播出的綜藝節目，節目邀請明星爸爸為來賓，於節目上觀賞女兒的日常生活/戀愛等影片，並與主持人和觀眾一同分享真實感受。

根據E channel台發佈的消息，《我女兒的男人們》第二季除了第一季的申贤俊、李秀根以外，金希澈和素珍也将加盟节目，组成4MC阵容。
申贤俊和李秀根在节目中，将代表父亲出演者发声，而金希澈和素珍则分别代表和女儿恋爱男性们和女儿们，站在不同角度传达心情。預期节目在10/14日首播。

## 明星爸爸

### Season 1
- 金泰源（歌手）
- 鄭性模（演員）
- 安志煥（配音演員）
- 崔陽洛（諧星）

### Season 2
- 金泰源（歌手）
- 張光 (演員)
- 朴正學（演員）
- 裴東升（諧星）

### Season 3
- 張光 (演員)
- 洪瑞范（歌手）
- 李光基（演員）

### Season 4
- 洪瑞范（歌手）
- 宋基允（演員）
- 河載永（演員）
- 安政勳（演員）

## 外部連結
- Season 1 官方網站 （页面存档备份，存于）
- Season 2 官方網站 （页面存档备份，存于）
- Season 3 官方網站 （页面存档备份，存于）
- Season 4 官方網站 （页面存档备份，存于）